# Jaroslav Mareš (publicista)
Jaroslav Mareš alias Jaroslav V. Mareš (* 7. října 1977) je český spisovatel, novinář, televizní reportér, rozhlasový zprávař a badatel.

## Život
Vystudoval žurnalistiku a mediální studia na FSV UK a obor informační studia a knihovnictví na FF UK. V roce 2000 začínal postupně na několika pozicích v České televizi a následně prošel Novou i Primou. Působil také v Českém rozhlase. Dlouhodobě spolupracuje s Josefem Klímou.
14. února 2016 založil YouTube kanál Badatelé.net .
Pracoval na projektu Televize Seznam TaJeMno a spolu s Josefem Klímou účinkoval v podcastu Skutečné české záhady pro tutéž firmu. V roce 2025 začal smluvně dodávat obsah pro TV Barrandov.
Je ženatý a má 4 děti.

## YouTube kanál
- Od pandemie v roce 2020 na platformě pravidelně přispívá nedělními tematickými on-line streamy a co 3 týdny živými diskuzemi. Kromě nich zveřejňuje "reportáže" –⁠⁠⁠⁠⁠⁠ videa z mnoha výzkumných projektů, np. roku 2023 to byl výzkum v klášteře v Chotěšově a potvrzení existence podzemní hrobky Jana IV. Popela z Lobkovic v kostele sv. Petra a Pavla v Horšovském Týně [5]. V roce 2024 spolupracoval s muzeem PČR, kdy v Plzni-Borech natočil rozhovor s Radkem Galašem o chybách justice v případě vraždy Anežky Hrůzové, kterou dle omilostněného rozsudku měl spáchat Leopold Hilsner, přestože ji dle uvedených dat spáchat "nemohl".
- Mimo historická témata, která dosud "nebyla" bádáním v archivech prozkoumána, jako například působení Alžběty Báthory, se věnuje mj. paranormálním jevům, np. Bohučovickému fenoménu.
- Od roku 2021 vydává též cestovatelská videa ze Švýcarska, kde spolu s Ladislavem Lahodou putují po švýcarských horských a údolních scenériích za vojenskými a historickými památkami.

## Ocenění
- 2005 – ocenění na mezinárodním festivalu Ekofilm (za publicistický pořad Reportéři ČT)

## Oblíbené
Ve filmové a televizní tvorbě je fanouškem Monty Pythonů a seriálu M*A*S*H, má oblíbené filmy s Peterem Sellersem a Pierrem Richardem. Rád poslouchá hudbu Freddieho Mercuryho, ale i R.E.M., Bryana Adamse a mnoha dalších. Jeho oblíbenou knihou je román Saturnin od Zdeňka Jirotky.

## Dílo

### Televizní tvorba
- 2004 – Reportéři ČT
- 2018 až 2021 – TaJeMno
- 2025 Badatelé [7]